# Lockheed P-3 Orion
Lockheed P-3 Orion je štirimotorno turbopropelersko letalo za patruliranje morja in protipodmorniško bojevanje (ASW). Razvilo ga je podjetje Lockheed za Ameriško mornarico. V uporabo je vstopil v 1960ih. Baziran je na potniškem letalu L-188 Electra.P-3 se zlahka prepozna po strukturi na koncu repa - "MAD Boom", v kateri je detektor magnetnih anomalij.
Z leti so letalo večkrat posodobili z novimi bojnimi sistemi. Zgradili so skupaj 757 letal, ki se uporabljajo v številnih mornaricah po svetu. P-3 je poleg Boeing B-52 Stratofortressa in Boeing KC-135 Stratotanker eno izmed redkih letal, ki so ostali v uporabi več kot 50 let. Nadomestil ga bo reaktivni P-8A Poseidon.
Avgusta 1957 je Ameriška mornarica zahtevala zamenjavo strarejših batnih Lockheed P2V Neptune in Martin P5M Marlin. Lockheed je predlagal mornarsko verzijo L-188 Electra, ki je bila takrat še v fazi načrtovanja.
Prvi let YP3V-1 je bil 19. avgusta 1958 in je imel nekatere spremembe v primerjavi z L-188. Poganjali so ga štirje turbopropi Allison T56, kar je omogočalo največjo hitrost 411 vozlov.
Podobna letala so sovjetski Iljušin Il-38, francoski Breguet Atlantique, britanski reaktivni Hawker Siddeley Nimrod (verzija letala de Havilland Comet).

## Tehnične specifikacije (P-3C Orion)
Splošne karakteristike
- Posadka: 11
- Dolžina: 116 ft 10 in (35,6 m)
- Razpon kril: 99 ft 8 in (30,4 m)
- Višina: 38 ft 8 in (11,8 m)
- Površina kril: 1300 ft² (120,8 m²)
- Aeroprofil: NACA 0014-1.10 (koren) – NACA 0012-1.10 (konec kril)
- Teža praznega letala: 77 200 lb (35 000 kg)
- Naložena teža: 135 000 lb (61 400 kg)
- Uporaben tovor: 57 800 lb (26 400 kg)
- Maks. vzletna teža: 142 000 lb (64 400 kg)
- Pogon letala: 4 ×  turboprop Allison T56-A-14, 4 600 KM (3 700 kW)  vsak
- Propelerji: Štirikraki Hamilton Standard propeler, 1 per engine
  - Premer propelerja: 13 ft 6 in (4,11 m)

 Zmogljivost 
- Maks. hitrost: 411 vozlov (750 km/h)
- Potovalna hitrost: 328 vozlov (610 km/h)
- Doseg: 2 380 nmi radij (4 400 km)
- Bojni radij: 1 346 nmi (2 490 km) 3 ure na višini 1 500 čevljev
- Največji doseg: 4 830 nmi (8 944 km)
- Trajanje leta: 16 ur
- Višina leta: 28 300 ft (8 625 m)
- Hitrost vzpenjanja: 3 140 ft/min (16 m/s)
- Obremenitev kril: 107 lb/ft² (530 kg/m²)
- Razmerje moč/teža: 0,03 KM/lb (0,06 kW/kg)

Oborožitev

- Strelno orožje: None
- Nosilci za orožje: 10 na krilih in 8 notranjem prostoru s kapaciteto 9100 kg in zalogo orožja s kombinacijo:
  - Izstrelki: ***Rakete zrak-zemlja: AGM-65 Maverick, AGM-84 Harpoon, AGM-84 Standoff Land Attack Missile (SLAM-ER)
  - Bombe: ***Globinske bombe, Mk 101 Lulu jedrska globinska bomba, MK20 Rockeye, MK80 Series (MK82, MK83, MK84) mobme, B57 jedrska bomba
  - Drugo: ***Mk 44 (večinoma upokojen), Mk 46, Mk 50, Mk 54 ali MU90 Impact torpedo
    - Mk 25, Mk 39, Mk 55, Mk 56, Mk 60 CAPTOR ali Mk 65 Quickstrike vodne mine
    - Stonefish vodna mina (V Avstraliji)
    - Aktivni in pasivni sonarji

Letalska elektronika

- RADAR: Raytheon AN/APS-115 Maritime Surveillance Radar, AN/APS-137D(V)5 Inverse Synthetic Aperture Search Radar[4]
- IFF: APX-72, APX-76, APX-118/123 Identifikacija prijatelj ali sovražnik (IFF)
- EO/IR: ASX-4 Advanced Imaging Multispectral Sensor (AIMS), ASX-6 Multi-Mode Imaging System (MMIS)
- ESM: ALR-66 Radar Warning Receiver, ALR-95(V)2 Specific Emitter Identification/Threat Warning
- Hazeltine Corporation AN/ARR-78(V) sonobuoy receiving system
- Fighting Electronics Inc AN/ARR-72 sonobuoy receiver
- IBM Proteus UYS-1 akustični procesor
- AQA-7 directional acoustic frequency analysis and recording sonobuoy indicators
- AQH-4 (V) sonar tape recorder
- ASQ-81 detektor magnetnih anomalija (MAD)
- ASA-65 magnetićni kompenzator
- Lockheed Martin AN/ALQ-78(V) electronic surveillance receiver[4]